# Ceratoconcha floridana
Ceratoconcha floridana is een zeepokkensoort uit de familie van de Pyrgomatidae. De wetenschappelijke naam van de soort is voor het eerst geldig gepubliceerd in 1931 door Pilsbry.